# Bonisław (powiat sierpecki)
Bonisław – wieś w Polsce położona w województwie mazowieckim, w powiecie sierpeckim, w gminie Gozdowo. Na status sołectwa.
Wieś wzmiankowana na przełomie XII i XIII wieku w inwentarzu dóbr biskupstwa płockiego. O kościele parafialnym w Bonisławiu wspomina dokument z 1350, prawdopodobnie istniał on już wówczas od około 100 lat. Drewniana konstrukcja, przebudowywana kilkakrotnie, spłonęła w 1942 od uderzenia pioruna. Obecną, murowaną świątynię, wzniesiono w 1978, ze starej zachowała się chrzcielnica w stylu barokowym i kilka obrazów.
Na cmentarzu w Bonisławiu znajduje się neogotycka kaplica cmentarna wzniesiona w 1905. Przy kaplicy z trzech stron dobudowano katakumby, nadając jej plan krzyża. Fundatorem kaplicy był Franciszek Strusiński.
W latach 1954–1958 wieś należała i była siedzibą władz gromady Bonisław, po jej zniesieniu w gromadzie Lelice. W latach 1975–1998 miejscowość należała administracyjnie do województwa płockiego.